# كينغسكوت
كينغسكوت هي مدينة تاريخية تقع في جزيرة كانغارو، وهي ثالث أكبر جزيرة في أستراليا، وتقع قبالة ساحل جنوب أستراليا. إنها أكبر مدينة في جزيرة كانغارو ويقطنها حوالي 1700 نسمة. تشتهر كينغسكوت بمناظرها الطبيعية الخلابة ومبانيها التراثية الساحرة وتاريخها الثقافي الغني.

## التاريخ
تأسست المدينة عام 1836 وسميت على اسم هنري كينغسكوت، عضو شركة جنوب أستراليا التي أنشأت مستعمرة جنوب أستراليا. لعبت المدينة دورًا مهمًا في التاريخ المبكر للجزيرة، حيث كانت بمثابة أول عاصمة للمستعمرة وكمركز رئيسي لصيد الحيتان وصيد الأسماك. تعد كينغسكوت اليوم وجهة سياحية شهيرة، وتشتهر بشواطئها وحياتها البرية وأنشطتها في الهواء الطلق.
في عام 1852، تم إنشاء محطة لصيد الحيتان في كينغسكوت، والتي أصبحت واحدة من التجارات الرئيسية في المدينة. جلبت تجارة صيد الحيتان نموًا اقتصاديًا كبيرًا إلى كينغسكوت وأصبحت المدينة مركزًا رئيسيًا للتجارة. خلال أواخر القرن التاسع عشر، شهدت بلدة كينغسكوت انخفاضًا في تجارة صيد الحيتان بسبب الصيد الجائر ونضوب أعداد الحيتان. بدأت المدينة في تنويع اقتصادها من خلال التركيز على تربية الأغنام والزراعة. سهّل بناء الأرصفة والموانيء تصدير الصوف والحبوب والمنتجات الزراعية الأخرى. في القرن العشرين، أصبحت كينغسكوت مقصدًا سياحيًا شهيرًا. اجتذبت المباني التاريخية في المدينة والحياة البرية السياح من جميع أنحاء العالم. تم تطوير البنية التحتية للمدينة لتلبية صناعة السياحة المتنامية، مع بناء فنادق ومطاعم ومناطق جذب سياحي جديدة. اليوم، كينغسكوت هي مدينة مزدهرة لا تزال تعتمد بشكل كبير على الزراعة والسياحة. تم الحفاظ على المباني والمواقع التاريخية في المدينة، والعديد منها مفتوح للجمهور. يعد متحف كينغسكوت من المعالم السياحية الشهيرة ، حيث يعرض تاريخ المدينة الغني.

## أبرز المعالم
يعد كينغسكوت بيير أحد أشهر مناطق الجذب في كينغسكوت، والذي تم بناؤه في عام 1919 وهو أحد أطول الأرصفة في جنوب أستراليا. يمكن للزوار التنزه على طول الرصيف والاستمتاع بالمناظر الخلابة للساحل والجزر المحيطة. يعد الرصيف أيضًا مكانًا شهيرًا لصيد الأسماك وركوب القوارب. معلم جذب شهير آخر في كينغسكوت هو مركز جزيرة البطريق، والذي يعد موطنًا لمستعمرة البطريق الصغير. يمكن للزوار مراقبة طيور البطريق في بيئتها الطبيعية والتعرف على سلوكها والحفاظ عليها. كينغسكوت هي أيضًا موطن لعدد من المباني التراثية، بما في ذلك مكتب بريد كينغسكوت، الذي تم بناؤه عام 1905 وهو الآن متحف. يقدم المتحف لمحة رائعة عن تاريخ المدينة والجزيرة، مع معروضات عن الاستيطان المبكر وصيد الحيتان والبيئة الطبيعية. ولعشاق الهواء الطلق، يقدم كينغسكوت مجموعة من الأنشطة، بما في ذلك المشي لمسافات طويلة والسباحة وركوب الأمواج والتجديف بالكاياك. هناك العديد من الشواطئ الجميلة في المنطقة، بما في ذلك شاطئ براونلو وشاطئ خليج إمو، والتي تشتهر بالسباحة وركوب الأمواج.

## المناخ
تشهد كينغسكوت مناخًا متوسطيًا يتميز بصيف حار وجاف وشتاء معتدل ورطب. خلال أشهر الصيف (من ديسمبر إلى فبراير)، يمكن أن تتعرض كينغسكوت  لدرجات حرارة تصل إلى 35 درجة مئوية (95 درجة فهرنهايت) مع انخفاض الرطوبة. في المقابل، فإن أشهر الشتاء (من يونيو إلى أغسطس) في كينغسكوت  معتدلة نسبيًا، حيث يبلغ متوسط درجات الحرارة حوالي 15 درجة مئوية (59 درجة فهرنهايت). ومع ذلك، تشهد المدينة هطول أمطار غزيرة خلال هذا الوقت، بمتوسط 487 ملم (19.2 بوصة) ينخفض سنويًا. عادةً ما تكون الأشهر الأكثر رطوبة في شهري يونيو ويوليو، ويكون أغسطس أكثر جفافاً إلى حد ما. بشكل عام، يعتبر مناخ كينغسكوت لطيفًا، مع درجات حرارة معتدلة وشمس على مدار العام. ومع ذلك، هنالك بعض الأحداث المناخية المتطرفة التي يمكن أن تحدث، خاصة خلال أشهر الصيف مثل حرائق الغابات والعواصف.

## معرض الصور

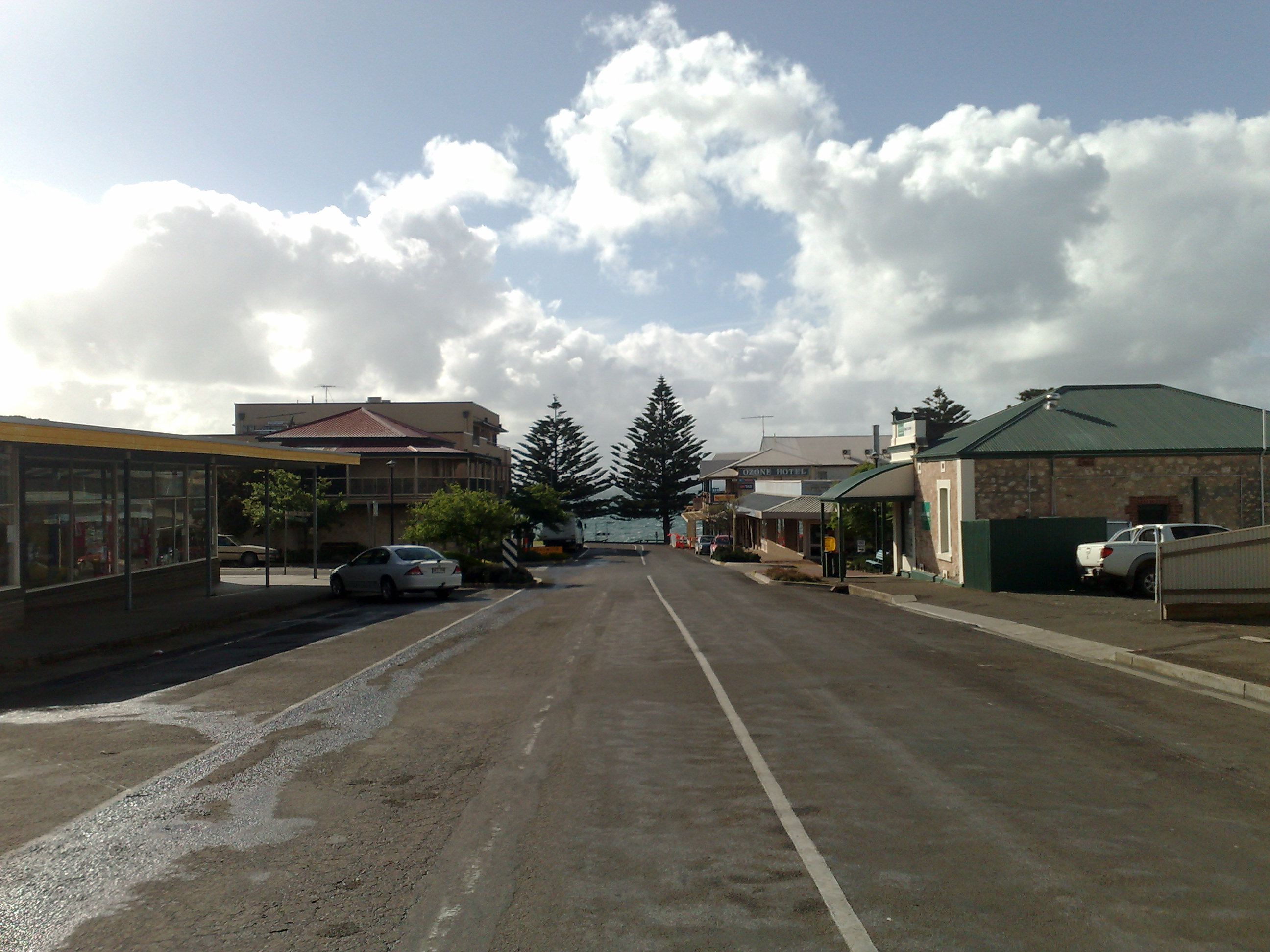
شارع رئيسي، كينغسكوت، جنوب استراليا
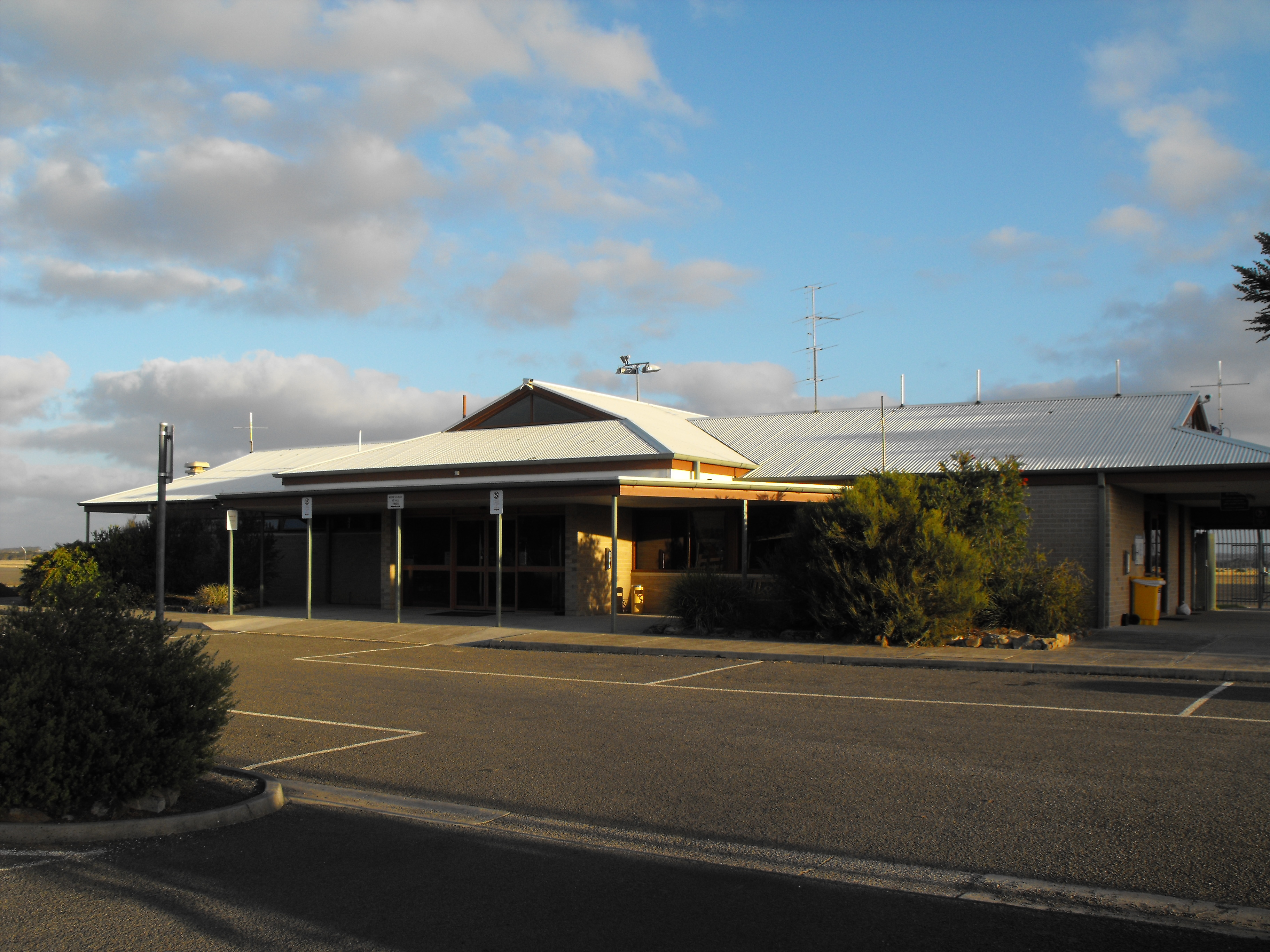
مطار كينغسكوت، جنوب استراليا
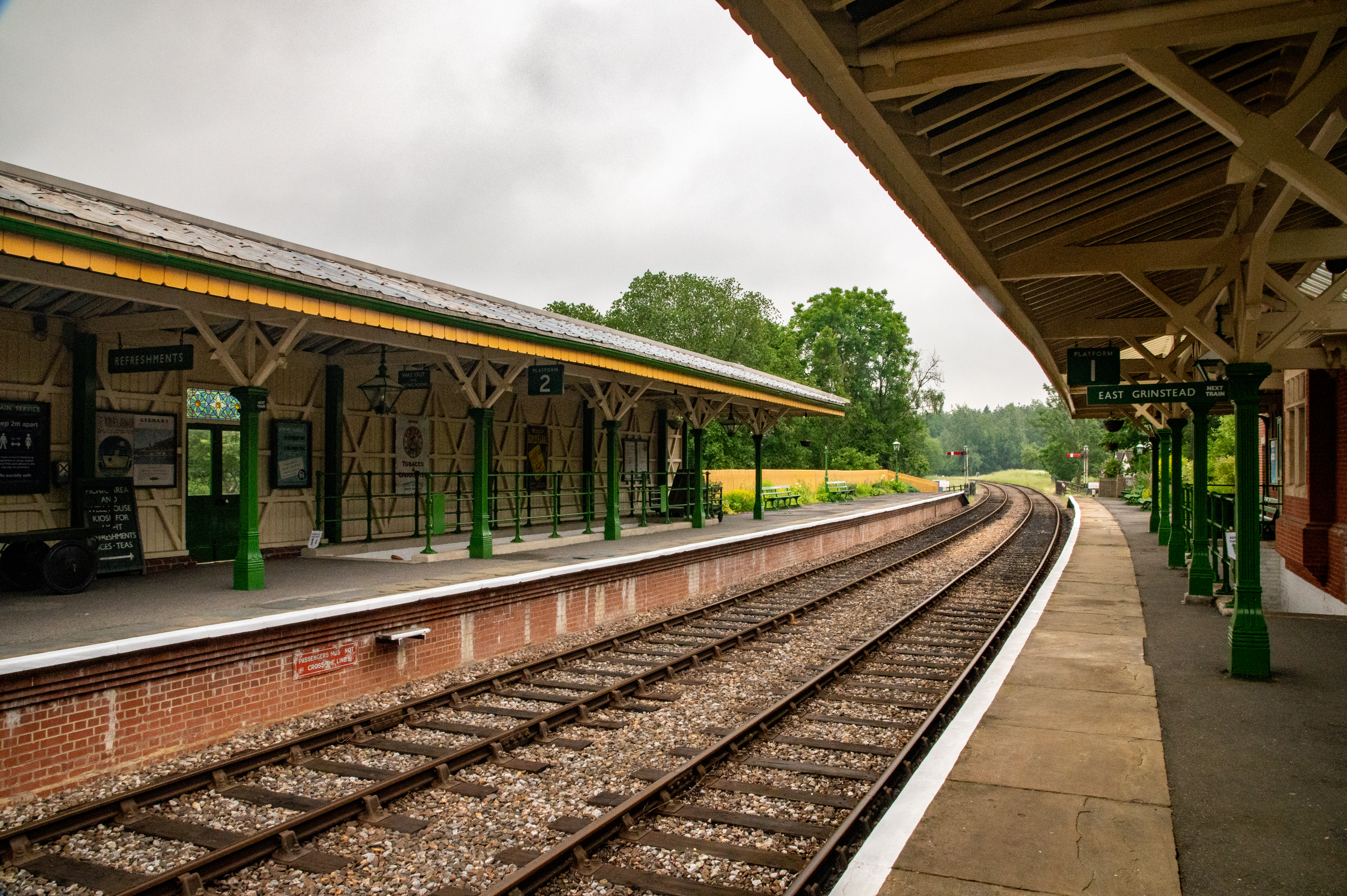
محطة القطار، كينغستون، جنوب استراليا
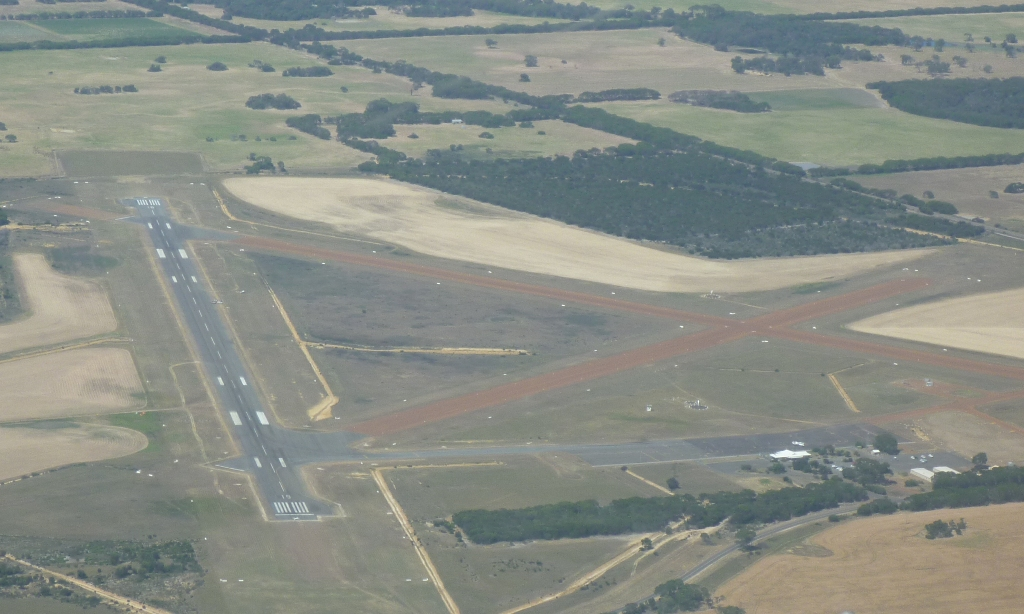
منظر جوي لمطار كينغسكوت، جنوب استراليا